# CAF France
CAF France, anciennement CFD Bagnères, est un constructeur français de matériel roulant ferroviaire basé à Bagnères-de-Bigorre, filiale de l'entreprise basque espagnole Construcciones y Auxiliar de Ferrocarriles (CAF) basé à Beasain, au Pays basque. CFD Bagnères était une filiale de la Compagnie de chemins de fer départementaux (CFD) de 1992 à 2010.
Au 2 août 2022, le constructeur CAF dispose de deux usines en France : 
- l'une héritée en 2010 de CFD à Bagnères-de-Bigorre, dans les Hautes-Pyrénées ;
- l'autre acquise en 2022 à Alstom à Reichshoffen (Usine ferroviaire de Reichshoffen), dans le Bas-Rhin, en Alsace[3].

## Historique

### Origines
L'usine de l'entreprise Soulé implantée à Bagnères-de-Bigorre s'oriente vers le secteur ferroviaire pour la construction de voitures de voyageurs avec chaudron métallique. Le département ferroviaire réalise en 1928 les voitures de luxe des réseaux du Midi et de Paris-Orléans et travaille pour la SNCF dès 1936.
Soulé construit des autorails, dont les A2E à écartement standard pour le réseau breton en 1990, et les rames X 97050 à écartement métrique pour les Chemins de fer de Corse (CFC). Cinq unités ont été livrées en 1989 et deux unités en 1997.

### 1990: reprise du département construction ferroviaire de Soulé
En 1992, la Compagnie de chemins de fer départementaux (CFD) reprend l’ancien département construction ferroviaire de la société Soulé à Bagnères-de-Bigorre, qui devient ainsi CFD Bagnères, filiale à 100 % du groupe CFD. Cette reprise lui permet de bénéficier des techniques de construction de voitures de chemin de fer et d'autorails.
Sous le nom de CFD Bagnères, la nouvelle société est choisie en 2006 pour construire les douze nouveaux autorails AMG 800 des CFC en service actuellement. Les Chemins de Fer de Provence ont également reçu 4 unités du même type avec une évolution du moteur V 8 Deutz, et la Société des chemins de fer tunisiens 10 exemplaires. La construction de matériel ferroviaire est désormais la principale activité de la CFD.

### 2008: vente progressive à l'espagnol CAF

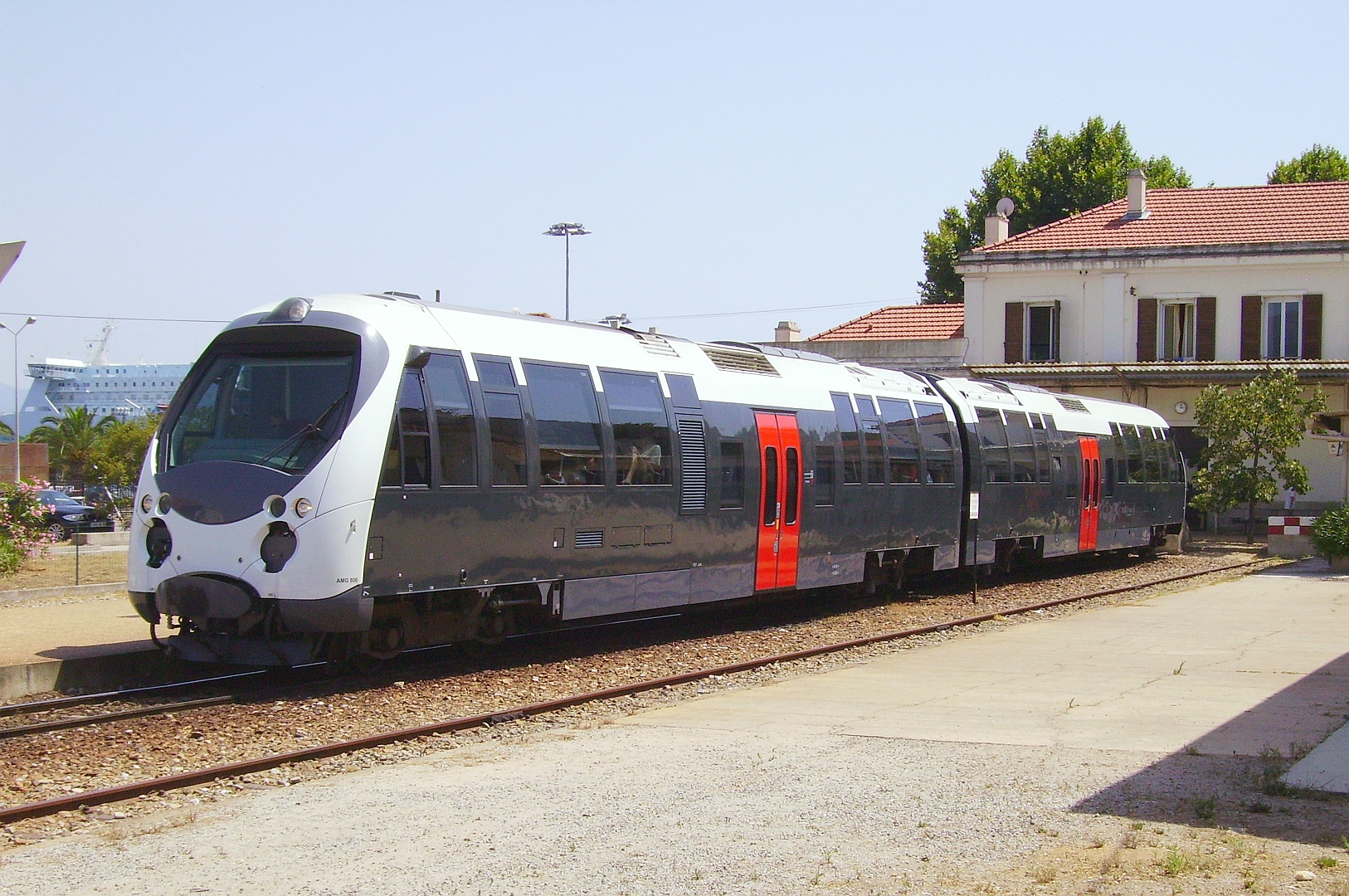
Un autorail CFD Bagnères (ex-Soulé) AMG 800 en gare d'Ajaccio prêt au départ pour Bastia.

En mars 2008, 60 % du capital de CFD Bagnères sont cédés au constructeur ferroviaire espagnol CAF pour la somme de 8 millions d'euros. Le partenariat avec un plus gros constructeur ferroviaire est nécessaire du fait du gros carnet de commandes en cours pour CFD Bagnères, qui demande des cautions importantes pour assurer l'activité. Les 40 % restants sont détenus par la Compagnie de chemins de fer départementaux (CFD).
En 2010, à la suite d'un désaccord entre la holding et la société espagnole CAF concernant la gestion de CFD Bagnères, toujours sur fonds d'un plan de charges important et de garanties insuffisantes pour assurer une pérennité, la holding CFD exerce son option de vente sur les 40 % restants et reçoit de CAF 4,7 millions d'euros, ce qui met fin au partenariat entre CFD Bagnères et sa maison mère par accord signé le 6 décembre 2010. CFD Bagnères devient CAF France.
CAF France a gagné plusieurs contrats : les tramways de Besançon, Nantes et Saint-Étienne ou encore les rénovations des MI2N Altéo du RER A parisien et des rames MPL 85 du métro de Lyon. Ces opérations ont été réalisées dans l'usine CAF (ex-CFD/Soulé) de Bagnères-de-Bigorre (Hautes-Pyrénées).
Le 24 octobre 2019, CAF a remporté l'appel d'offres lancé par la SNCF pour la fourniture de 28 rames Intercités. Ces nouveaux trains grandes lignes baptisés Confort200 puis Automotrice de moyenne et longue distance (AMLD) et enfin Oxygène et fabriqués à Bagnères-de-Bigorre (Hautes-Pyrénées) et à Beasain (Pays basque espagnol), équiperont les lignes Paris - Clermont-Ferrand et Paris-Orléans-Limoges-Toulouse.
Le 24 novembre 2021, Alstom annonce qu'il cède son site de Reichshoffen en Alsace ainsi que les plateformes Alstom Coradia Polyvalent et Bombardier Talent 3 à CAF France, filiale du constructeur basque espagnol Construcciones y Auxiliar de Ferrocarriles (CAF).

### Identité visuelle

Logo de CFD Bagnères de 1992 à 2010.
Logo de CAF France (Bagnères) depuis 2010.

## Produits
Au 2 août 2022, les nouveaux et anciens produits CAF France, CFD Bagnères et Soulé sont les suivants :
| Liste non exhaustive des produits CAF France au 2 août 2022 |                           | |                                         |       |                                                                           |
| Type                                                        | Gamme                     | Plateforme | Usine de fabrication                    | Image | Description                                                               |
| Véhicules légers sur rail et tramways                       | Urbos                     | Urbos 3 | Bagnères-de-Bigorre, Saragosse, Linares |       | Deux tramways CAF Urbos 3 à Besançon.                                     |
| Locomotives                                                 | Locomotive spécifique     | Tracteur à marche électrique (TME) | Bagnères-de-Bigorre                     |       | Un TME de la RATP à la station Opéra, à Paris.                            |
| Locomotives                                                 | Locomotive spécifique     | Locomotive EuskoKargo | Bagnères-de-Bigorre                     |       | Une locomotive EuskoKargo TD 2001 BB en Espagne.                          |
| Rames de banlieue et trains régionaux                       | Train régional spécifique | AMG 800 / AMP 800 / AMT 800 | Bagnères-de-Bigorre                     |       | Autorails AMG 800 en arrière-gare de Bastia, Corse.                       |
| Rames de banlieue et trains régionaux                       | Train régional spécifique | X 97150 (ou « A2E ») | Bagnères-de-Bigorre                     |       | Autorail A2E en gare de Paimpol, Bretagne.                                |
| Rames de banlieue et trains régionaux                       | Train régional spécifique | X 74500 | Bagnères-de-Bigorre                     |       | Autorail SNCF X 74500 à Salbris en 2004.                                  |
| Rames de banlieue et trains régionaux                       | Train régional spécifique | Z 26700 (futur) | Bagnères-de-Bigorre                     |       | Maquette taille réelle lors d'une présentation à Clermont-Ferrand.        |
| Rames de banlieue et trains régionaux                       | Train régional spécifique | MI 20 (futur, avec Alstom) | Reichshoffen, Bagnères-de-Bigorre       | N/A   | N/A                                                                       |
| Rames de banlieue et trains régionaux                       | ex-Alstom Coradia         | Coradia Polyvalent (ou « Régiolis », acquis avec la plateforme Bombardier Talent 3 et l'usine de Reichshoffen à Alstom)               | Reichshoffen                            |       | Un Z 31500 en livrée TER Auvergne-Rhône-Alpes, en gare d'Évian-les-Bains. |
| Rames de banlieue et trains régionaux                       | ex-Alstom Coradia         | Coradia Liner (ou « Régiolis » version Intercités, acquis avec la plateforme Bombardier Talent 3 et l'usine de Reichshoffen à Alstom) | Reichshoffen, Ornans et Le Creusot      |       | Un Coradia Liner, à Nesmy (Vendée) en 2017.                               |